# Guido Almansi
Guido Almansi (Milano, 20 novembre 1931 – Mendrisio, 10 luglio 2001) è stato un anglista, scrittore e traduttore italiano naturalizzato britannico.

## Biografia
Nato a Milano, divenne cittadino britannico e visse in Gran Bretagna per diversi anni, per poi trasferirsi in Toscana a Cortona e successivamente in Ticino: insegnò letteratura inglese alle University of Glasgow, University of Kent (Canterbury) e University College (Dublino); poi letteratura inglese e comparata all'University of East Anglia (Norwich).. Critico letterario del quotidiano la Repubblica (dal 1976) e recensore teatrale di Panorama (dal 1986), fu studioso capace di affrontare temi non tradizionali (l'osceno, il sogno, la parodia, l'erotismo, l'ironia, ecc.). Il suo primo libro, il saggio L'estetica dell'osceno. Per una lettura carnalista, fu presentato nella collana einaudiana "Ricerca letteraria" da Italo Calvino.
Collaborò con le riviste Studi sul Boccaccio, Paragone, 20th Century Studies, Alfabeta, FMR, Il cavallo di Troia, Il Verri, Strumenti critici, Nuovi Argomenti, The Times Literary Supplement, Cinema & Cinema ecc. Appassionato di limerick e giochi di parole, fu anche autore di poesie paradossali, della commedia Amleto il lunatico (1987) e del romanzo Donna da Quirinale (scritto a quattro mani con Attilio Veraldi). Fu sposato con Claude Béguin e amico e prefatore di Achille Campanile, Luigi Malerba, Piero Camporesi, Giorgio Manganelli, Tullio Pericoli e molti altri.
Si occupò di Charles Dickens, Oscar Wilde, Roger Caillois, Robert Louis Stevenson, Henry James, David Herbert Lawrence, Lewis Carroll, Edward Lear, Ambrose Bierce, Evelyn Waugh, Samuel Pepys, Joseph Sheridan Le Fanu, Samuel Butler, Edward Morgan Forster, Noël Coward, William Hazlitt, Aphra Behn, Henry Miller, P.G. Wodehouse, Ross Macdonald, Jim Thompson, Angela Carter, David Mamet, Thomas Pynchon ma anche di autori italiani come Giovanni Boccaccio, Carlo Goldoni, Lorenzo da Ponte, Alberto Moravia. Diresse una collana di testi teatrali per Marsilio Editori e la rivista Il Racconto. Mensile di narrativa internazionale (15 numeri, da maggio 1993 a settembre 1994, edita da Crocetti).
Morì nel 2001 in Svizzera, dopo una lunga malattia.

## Curiosità
- Nel 1996 Almansi fu uno dei periti che intervennero a dirimere la querelle giudiziaria Susanna Tamaro-Daniele Luttazzi. La Tamaro accusava Luttazzi di plagio per aver scritto Va' dove ti porta il clito. Nelle nove pagine della sua relazione, Almansi difese le ragioni di Luttazzi contro gli argomenti quantitativi della querelante, ricordando fra l'altro che a Marcel Duchamp bastò una variazione minima, apporre i baffi alla Gioconda, per creare "il più famoso caso di parodia di questo secolo". Almansi aggiunse inoltre l'esempio del più celebre parodista italiano del ventesimo secolo, Paolo Vita-Finzi, che in un libro riprodusse verbatim una pagina di Giovanni Gentile, per farne parodia, senza cambiarne una virgola. Luttazzi vinse la causa.[3][4]

## Opere
- L'estetica dell'osceno. Per una letteratura "carnalista", Einaudi, Torino 1974; nuove ed. 1980 e 1994
- Le bambine di Carroll, Franco Maria Ricci, Parma 1974 (foto e lettere di Lewis Carroll)
- Imimitazioni, Cooperativa scrittori, Roma, 1974 (antologia di poesie bizzarre, con Bruce Merry)
- The Writer as Liar. Narrative Technique in the Decameron, Routledge & Kegan Paul, London 1975
- Il ciclo della scommessa. Dal Decamerone al Cymbelibe di Shakespeare, Bulzoni, Roma 1976
- Quasi come. Letteratura e parodia, Bompiani, Milano 1976 (antologia, con Guido Fink)
- Eugenio Montale. The private language of poetry, Edinburgh University Press, 1977 (con Bruce Merry)
- Tre sondaggi sul Belli, Einaudi, Torino 1978 (con Barbara Garvin e Bruce Merry)
- Harold Pinter, Eyre Methuen, London 1983 (con Simon Henderson)
- Amica ironia, Garzanti, Milano, 1984
- La ragion comica, Milano, Feltrinelli, 1986, ISBN 88-07-08043-5.
- The Theatre of Sleep, Picador, London 1986 (antologia, con Claude Béguin)
  - Teatro del sonno. Antologia dei sogni letterari, Garzanti, Milano 1987; Mondadori, Milano 1991 (con Claude Béguin)
- La passion predominante, Longanesi, Milano 1986; Guanda, Parma 1988; TEA, Milano 1996 (antologia di poesia erotica, con Roberto Barbolini)
- Amleto il lunatico, Ubulibri, Milano 1987 (con Enrico Baj)
- Minimi sistemi, Armando, Roma 1989
- Maramao, Longanesi, Milano 1989 (poesie e facezie)
- L'incerta chiarezza. Storie irregolari tra pittura e letteratura, Garzanti, Milano 1990
- Donna da Quirinale, Mondadori, Milano 1990 (romanzo, con Attilio Veraldi)
- Il filosofo portatile, TEA, Milano 1991 (repertorio di aforismi)
- Perché odio i politici, Mondadori, Milano 1991 (testimonianze provocate e raccolte)
- Bugiardi. La verità in maschera, Marsilio, Venezia 1996
- Humpty e Alice, Laterza, Bari 1996
- La seduzione assoluta, Novecento, Palermo 1987 (in appendice Don Giovanni di Lorenzo Da Ponte)
- La nuova Alice, Marsilio, Venezia, 1998